# Amanda-Jade Wellington
Amanda-Jade Wellington (* 29. Mai 1997 in Adelaide, Australien) ist eine australische Cricketspielerin die seit 2016 für die australische Nationalmannschaft spielt.

## Kindheit und Ausbildung
Sie wuchs in Adelaide auf und spielte dort für den Port Adelaide Cricket Club. Nachdem sie im U15 Turnier des Staates überzeugen konnte, war sie mit 15 Jahren die jüngste Spielerin, die für South Australia spielte.

## Aktive Karriere
Mit 18 Jahren spielte sie ihr erstes Spiel für die Adelaide Strikers in der Women’s Big Bash League. Ihr Debüt in der Nationalmannschaft im WODI-Cricket gab sie auf der Tour gegen Südafrika im November 2016. Im Februar 2017 konnte sie bei der WTWenty20-Serie gegen Neuseeland ihr dortiges Debüt absolvieren. Dabei erzielte sie in dem ersten Spiel 3 Wickets für 15 Runs und im dritten 4 Wickets für 16 Runs. In der darauf folgenden WODI-Serie in Neuseeland konnte sie im ersten Spiel 3 Wickets für 52 Runs erreichen. Nach diesen Leistungen erhielt im April 2017 einen zentralen Vertrag vom Verband. Ihr Debüt im WTwest gab sie im November 2017 bei der Tour gegen England. Im März 2018 erreichte sie auf der Tour in Indien im ersten WODI noch einmal 3 Wickets für 24 Runs.
Daraufhin verlor sie ihren Platz im Nationalteam und im April 2019 auch ihren zentralen Vertrag mit dem Verband. Grund war, dass ihre Leistungen verbessern müsste und so wurde sie in den National Performance Squad des Verbandes aufgenommen. Sie spielte daraufhin in den nationalen Ligen in Australien und England und war dort sehr erfolgreich. Im Januar 2022 wurde sie, nachdem sich Sophie Molineux verletzt hatte, für den Kader der Nationalmannschaft für den Women’s Cricket World Cup 2022 nominiert. Dort war ihre beste Leistung 2 Wickets für 34 Runs gegen Neuseeland. Bei den Commonwealth Games 2022 war sie zwar Teil des Aufgebotes, kam jedoch nicht zum Einsatz.